# Primaballerina (Lied)
Primaballerina ist ein Lied, das von der schwedischen Sängerin Siw Malmkvist gesungen wurde. Es war der deutsche Beitrag zum Eurovision Song Contest 1969.

## Entstehung und Inhalt
Primaballerina ist ein Midtempo-Schlager, der von Hans Blum geschrieben und von Günter Henne produziert wurde. Der Text ist an eine Porzellanfigur auf einer Uhr gerichtet, die gefragt wird, warum sie allein ist und ohne Liebhaber durchs Leben gehen muss. Die Sängerin erzählt, dass Musik das Leben der Primaballerina ist und dass sie sich immer wieder dem Glockenspiel zuwendet. Trotzdem sagt sie im letzten Refrain, dass eines Tages alles Schöne verblassen wird und dass die Porzellanfigur das nie verstehen wird.

## Veröffentlichung und Rezeption
Die Single erschien am 18. April 1969 bei Metronome Records und beinhaltet das Stück Mir fehlt der Knopf am Pyjama als B-Seite. In Deutschland erreichte Primaballerina Rang 13 der Singlecharts und platzierte sich für eineinhalb Monate in den Charts. Die Single wurde zu Malmkvists 20. Charthit in Deutschland.

## Grand Prix
Der Song wurde beim Grand Prix an 13. Stelle aufgeführt, nach Kirsti Sparboe aus Norwegen mit Oj, oj, oj, så glad jeg skal bli und vor Frida Boccara aus Frankreich mit Un jour, un enfant. Der Titel erhielt acht Punkte, womit er Platz neun von 16 Teilnehmern erreichte.